# Crabtree & Evelyn
Crabtree & Evelyn est une entreprise américaine fabriquant, distribuant et vendant des produits cosmétiques et d'hygiène pour la maison. La société gère un réseau international de magasins. Selon son site web, Crabtree & Evelyn utilise plus de 160 produits botaniques naturels dans sa ligne de produits de soins de la peau.

## Histoire
La société a été fondée en 1973 à Cambridge, Massachusetts, par Cyrus Harvey. Le nom est composé à partir de crabapple tree (une espèce de pommier) et du nom de famille de John Evelyn, un Britannique qui a écrit à propos de la conservation des ressources naturelles.
Le premier magasin a ouvert ses portes en 1977.
La société-mère, Crabtree & Evelyn Holdings Ltd., est basée à Londres et est détenue par CE Holdings, un conglomérat d'investissement dont le siège se situe dans les îles Vierges britanniques. CE Holdings est détenue par KLKOI, un autre conglomérat ayant son siège aux îles Vierges britanniques.
Le 1er juillet 2009, la branche américaine de la société a décidé d'invoquer la protection de la loi américaine sur les faillites,.